# Guilherme de Cápua
Guilherme de Altavila de Cápua (Cápua, primeira metade do século XIV - Roma, 23 de julho de 1389) foi um cardeal siciliano da Igreja Católica, que serviu como arcebispo de Salerno e como cardeal protodiácono.

## Biografia
Dos condes de Altavila, era filho de Roberto de Cápua, conde de Altavila, e Francesca Gaetani. Portanto, era parente do cardeal Ludovico de Cápua (1378). Ele foi chamado de Cardeal de Salerno ou de Altavila.
Foi eleito como arcebispo de Salerno depois de 24 de novembro de 1378. Em fevereiro do ano seguinte, ele depõe Pietro, abade da Santíssima Trindade de Cava que aderiu ao antipapa Clemente VII, o substituindo, como administrador, pelo cônego Riccardo de Ruggiero. Durante seu episcopado, ele foi forçado a sofrer interferência do antipapa através de prelados em como o arcebispo de Benevento e os bispos de Sarno e Caserta.
Criado pelo Papa Urbano VI como cardeal-diácono no consistório de 1383, recebeu o título de Santa Maria em Cosmedin, mantendo seu governo arquiepiscopal.
Torna-se o cardeal protodiácono, até que optou pela ordem dos cardeais-presbíteros e pelo título de Santo Estêvão no Monte Celio em 1385. Foi legado em Perugia e retornou a Roma com o Papa Urbano VI, que vinha de Lucca, em 28 de janeiro de 1389.
Morreu em 23 de julho de 1389, em Roma.